# Khenchela (distrito)
Khenchela é um distrito localizado na província de Khenchela, Argélia, e cuja capital é a cidade de mesmo nome.

## Comunas
O distrito é composto por apenas uma comuna:
- Khenchela